# Alamsettahalli, Maddur
Alamsettahalli là một làng thuộc tehsil Maddur, huyện Mandya, bang Karnataka, Ấn Độ.